# Schnalstal

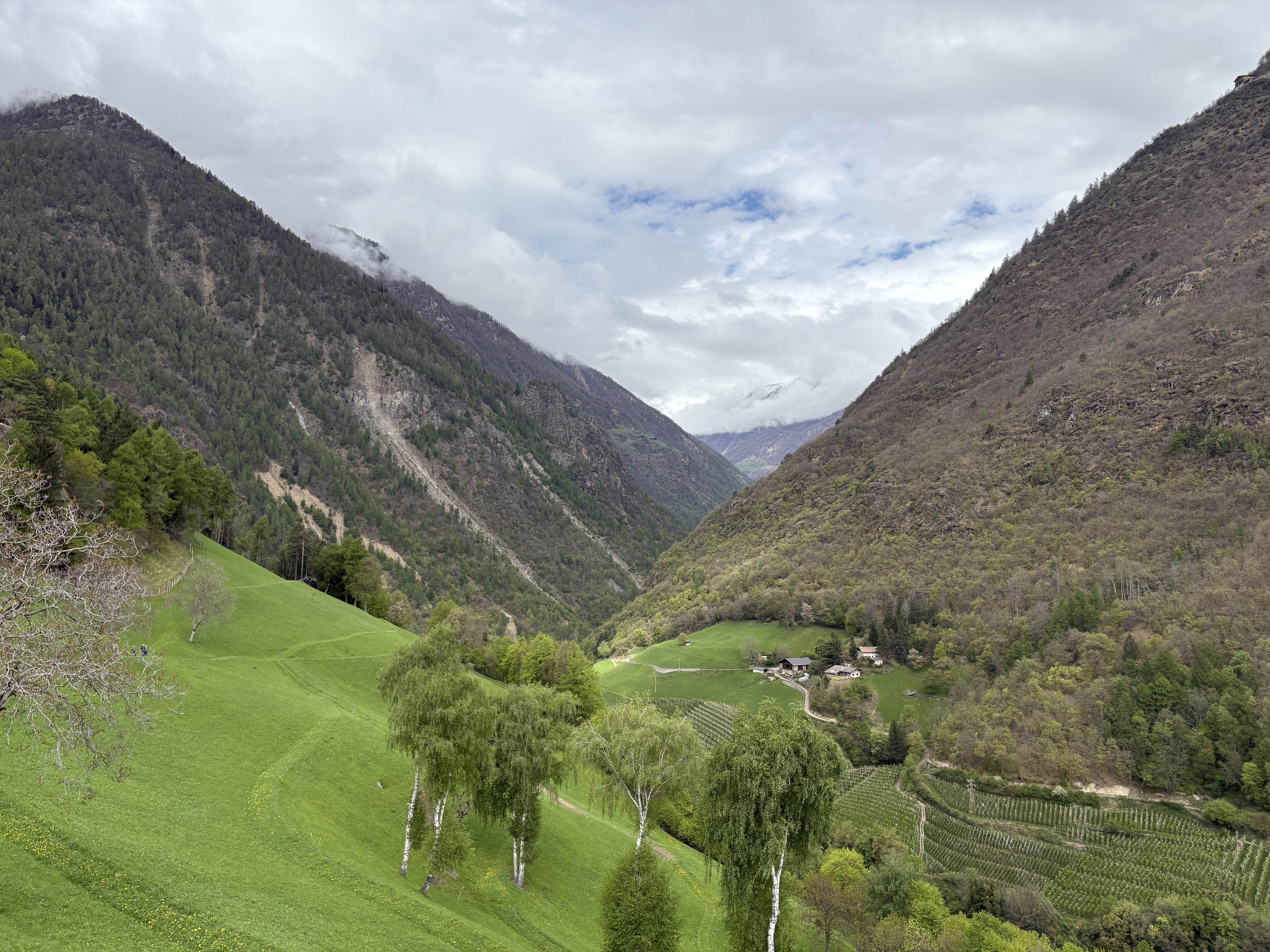
Unterster Teil

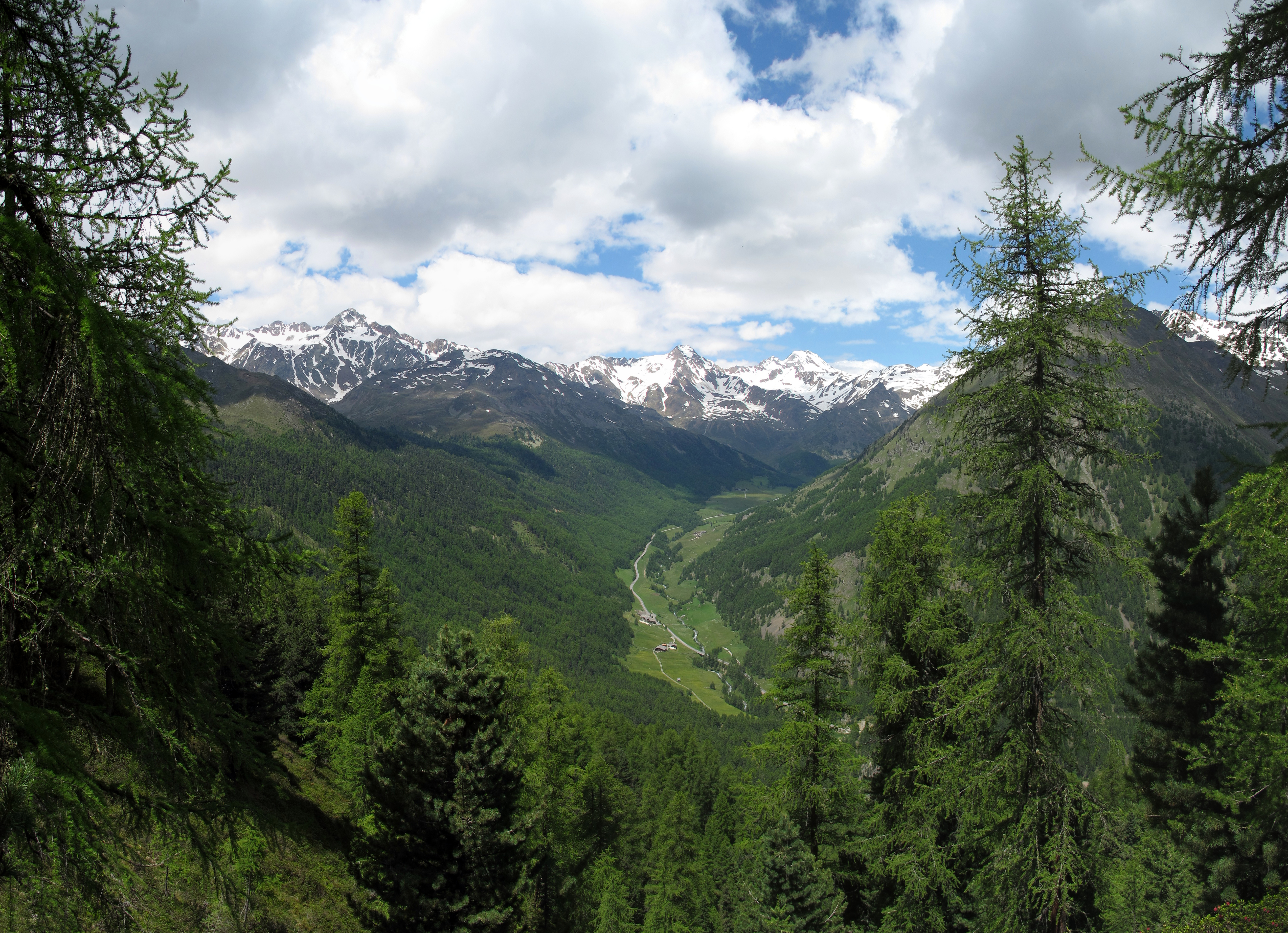
Das Tal oberhalb des Vernagt-Stausees

Das Schnalstal, auch einfach Schnals (italienisch Val Senales), ist ein orographisch linkes Seitental des oberen Etschtals bzw. Vinschgaus in Südtirol. Es wird vom Schnalser Bach entwässert und zieht sich über 20 Kilometer lang grob Richtung Nordwesten in die Ötztaler Alpen hinein, wo es am Alpenhauptkamm endet. Größtenteils gehört es administrativ zur Gemeinde Schnals.

## Geographie

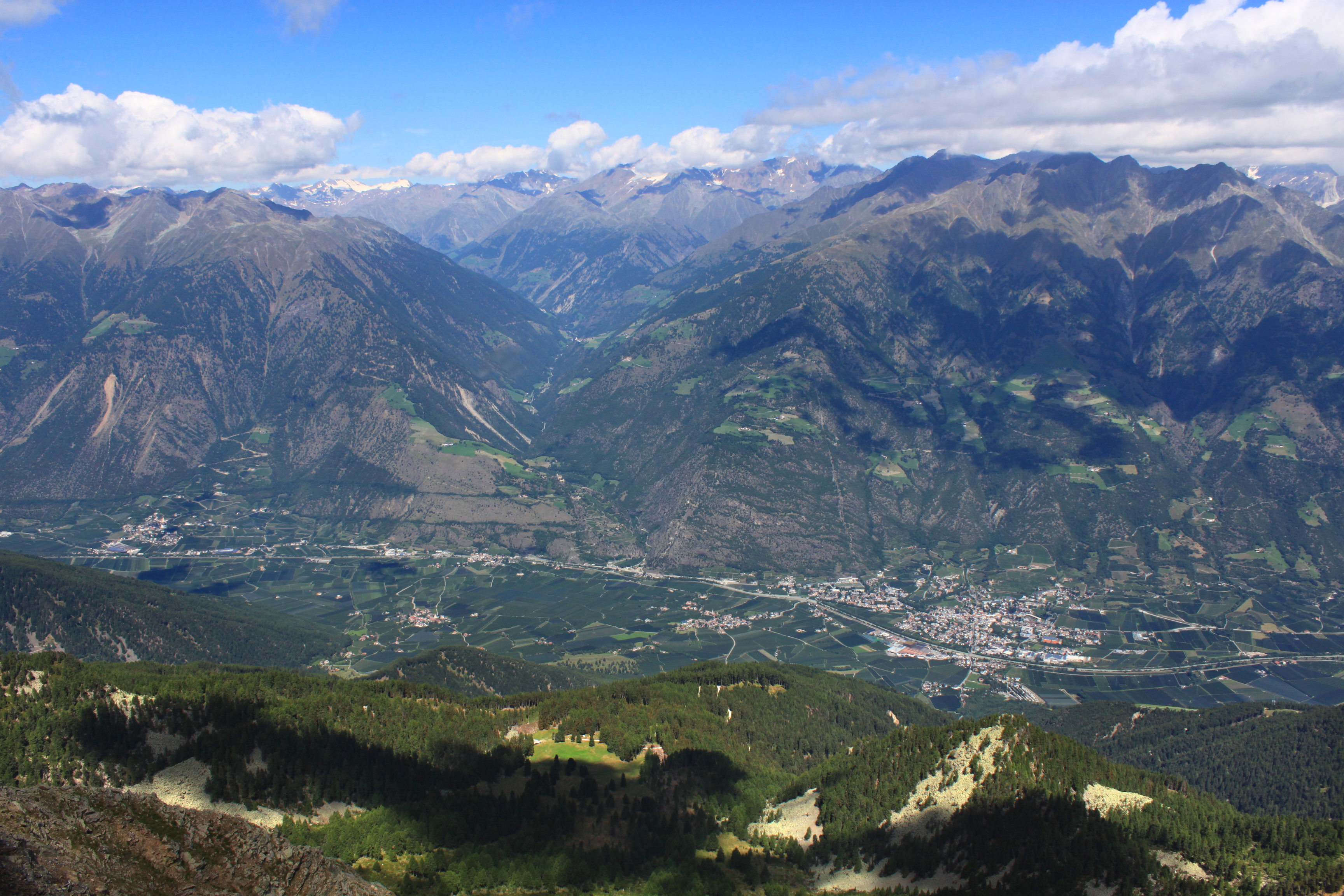
Blick auf den Vinschgau bei Naturns von Süden: etwa in der Bildmitte der Eingang ins Schnalstal

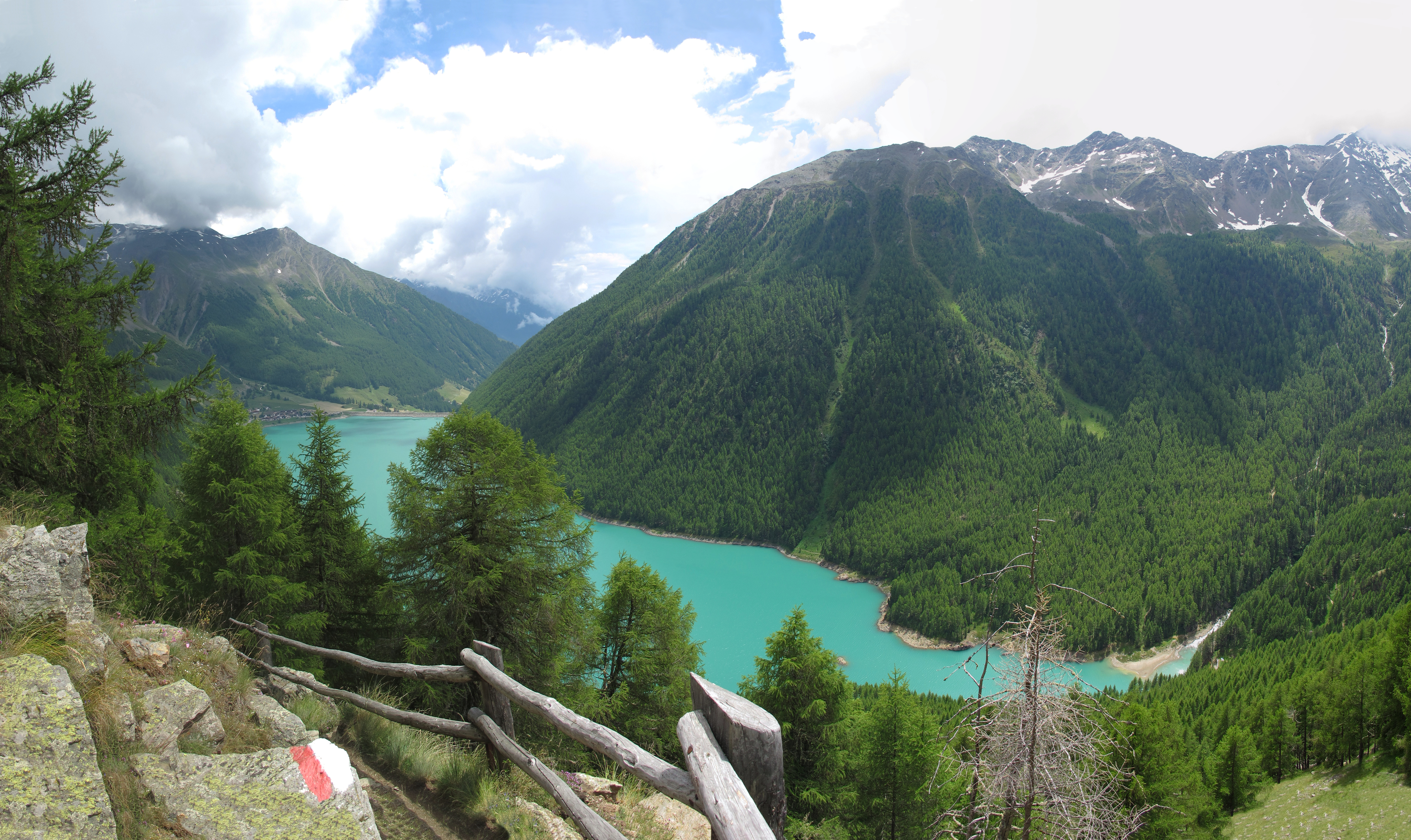
Vernagt-Stausee, Panorama

### Verlauf und Siedlungen
Das Schnalstal zweigt vom Vinschgau Richtung Nordwesten ab; über dem schmalen, schluchtartigen Taleingang steht in exponierter Lage das Schloss Juval. Im unteren Abschnitt bietet die Talsohle nur wenigen Gehöften Platz, die Dörfer Katharinaberg und Karthaus liegen dementsprechend auf erhöhten Hangterrassen. Erst bei Unser Frau weitet sich das Tal etwas auf. Die nächste Ortschaft ist Vernagt am Vernagt-Stausee, in dem der Schnalser Bach aufgestaut wird. Die höchstgelegene Siedlung ist schließlich Kurzras, ehe das Schnalstal unter dem Hochjoch, einem Übergang ins Rofen-, Venter und Ötztal, endet.

### Berge und Gebirge
Das Schnalstal ist von mehreren Untergruppen der Ötztaler Alpen umgeben. Der westseitige Gebirgszug wird dem Saldurkamm zugerechnet, in dem unter anderem die Schwemser Spitze (3459 m), die Lagaunspitze (3438 m) und die Mastaunspitze (3200 m) aufragen. Nordseitig wird das Tal vom Alpenhauptkamm begrenzt, der hier als Schnalskamm bezeichnet wird und auch die italienisch-österreichische Staatsgrenze zum Bundesland Tirol trägt. Zu den vergletscherten Hochgipfeln, die diesen Abschnitt dominieren, gehören etwa die Hintere Schwärze (3624 m), der Similaun (3599 m) und die Fineilspitze (3514 m). Die Berge im Osten gehören zur Texelgruppe, wo das Roteck (3337 m) und die Texelspitze (3318 m) die bedeutendsten Gipfelpunkte sind.

### Seitentäler
Auf der orographisch linken Seite befindet sich das Pfossental, das mit Abstand längste Schnalser Seitental. Dieses zweigt zwischen Katharinaberg und Karthaus ab und führt zwischen Texelgruppe und Schnalskamm  zunächst nordwärts, später ostwärts, ehe es unter dem Eisjöchl endet, einem 2895 m hohen Übergang ins Pfelderer Tal. Etwas höher gelegene Seitentäler sind das Tisental und das Fineiltal (auch Finailtal geschrieben), die sich beide beim Vernagt-Stausee am Tisenhof bzw. am Finailhof lösen und nordwärts zum Alpenhauptkamm führen. Am Ende des Tisentals befinden sich zwei bekannte Übergänge Richtung Ötztal: das Niederjoch (3017 m), Standort der Similaunhütte, sowie das Tisenjoch (3188 m), der Fundort der rund 5300 Jahre alten Gletschermumie „Ötzi“.
Auf der orographisch rechten Seite sind insbesondere das Penaudtal, das Mastauntal und das Lagauntal zu nennen, die Richtung Südwesten den Saldurkamm gliedern. Das Penaudtal nimmt bei Karthaus seinen Anfang, das Mastauntal bei Unser Frau und das Lagauntal zwischen dem Vernagt-Stausee und Kurzras.

### Humangeographie

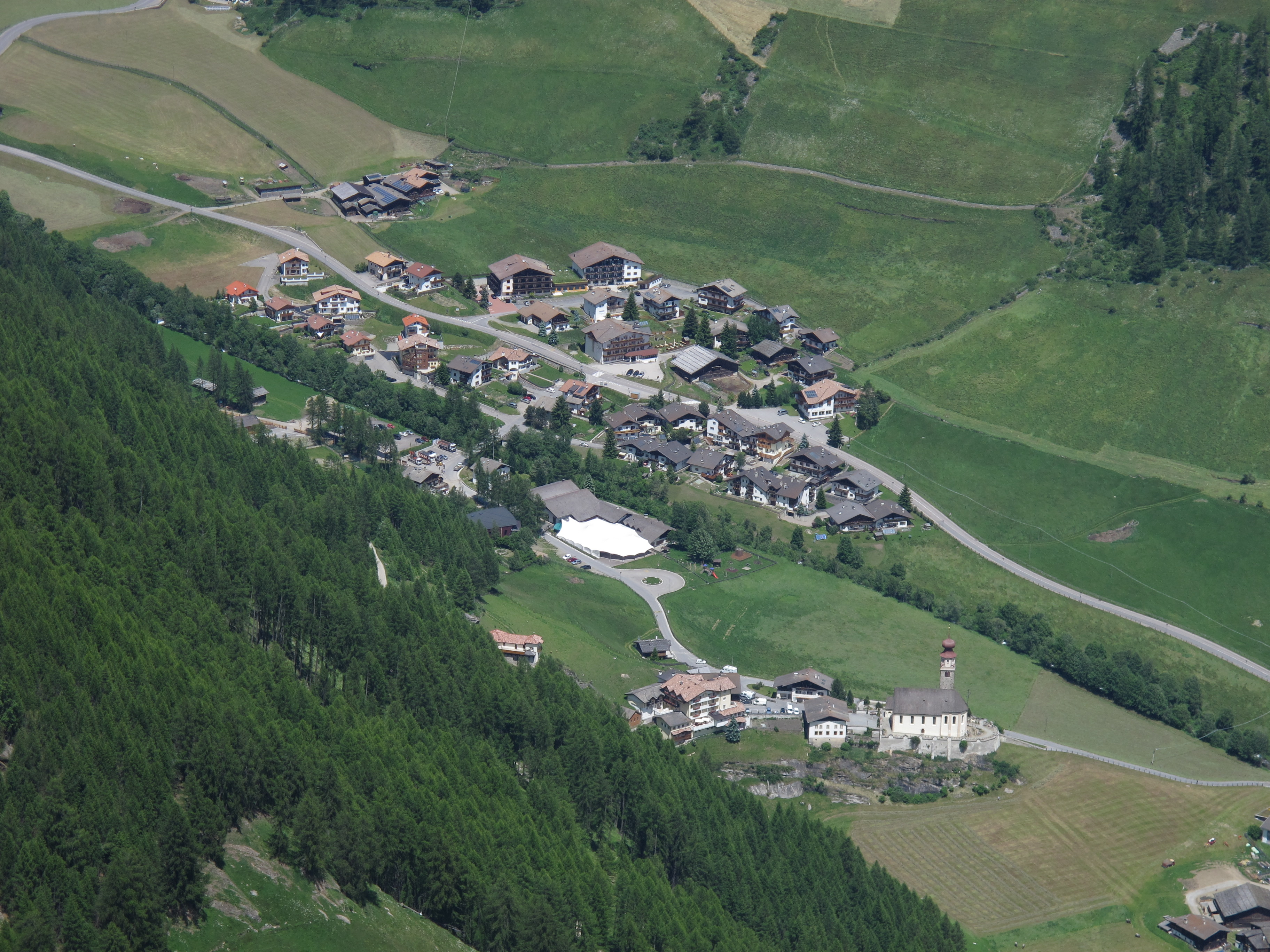
Das Dorf Unser Frau, rechts unten die Wallfahrtskirche Unser Frau

Der Großteil des Tals mit allen Ortschaften (Katharinaberg, Karthaus, Unser Frau, Vernagt, Kurzras) gehört zur Gemeinde Schnals. Der enge, nur wenigen Gehöften Platz bietende Taleingangsbereich ist auf die Gemeinden Naturns und Kastelbell-Tschars aufgeteilt.
Im Norden und Osten sind große Teile der Talflanken im Naturpark Texelgruppe unter Schutz gestellt.
Kirchlich gehört das äußere Schnalstal zur Pfarre Naturns, eigene Pfarrstellen bestehen hingegen in Karthaus, Katharinaberg und Unser Frau. Bereits im Jahr 1491 ist in einer urkundlichen Lagebestimmung von „Schnalls inn Naturner pfarr“ die Rede.

## Geschichte

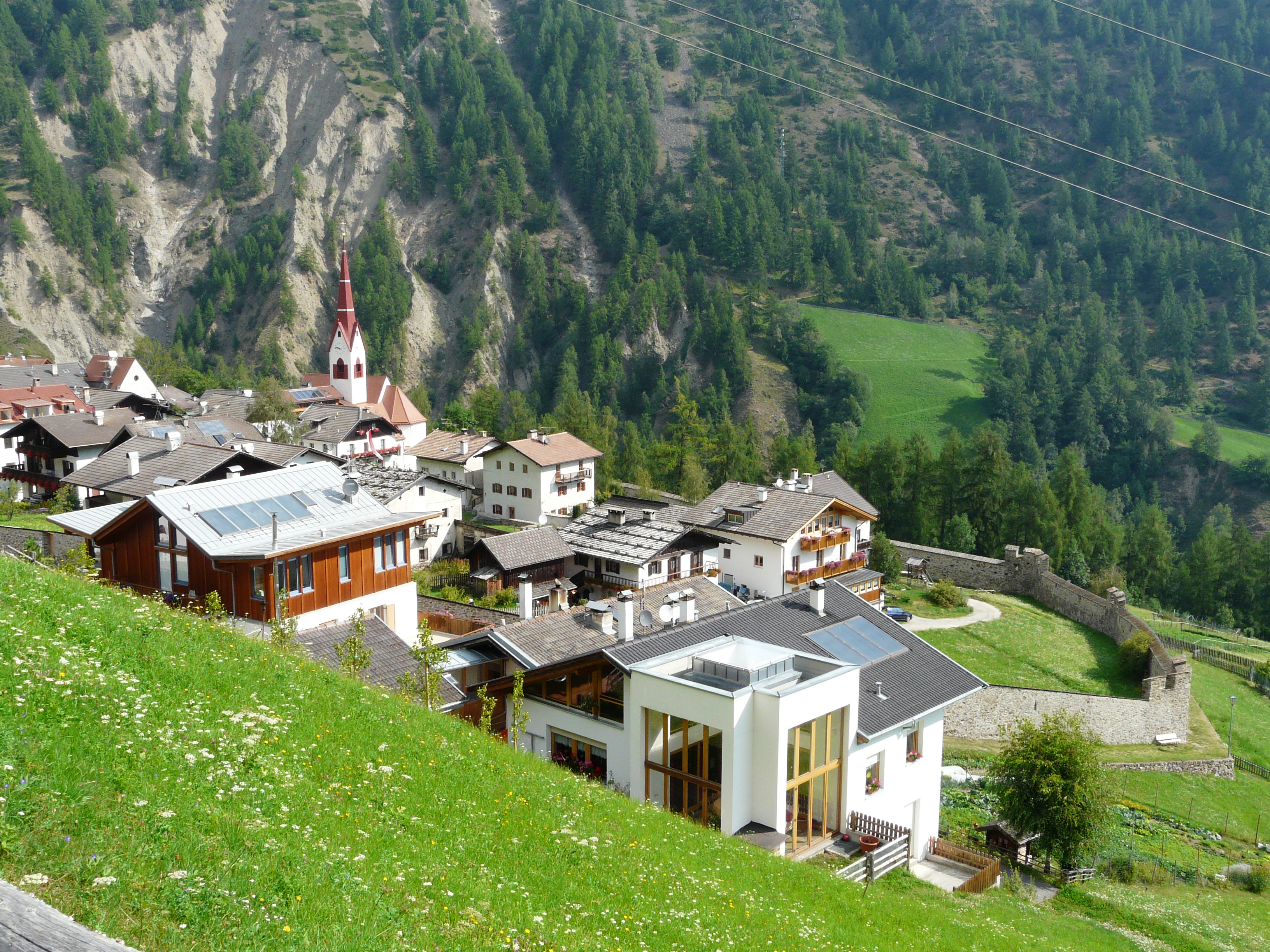
Das Dorf Karthaus mit der alten Klostermauer der Kartause Allerengelberg, August 2010

Das Tal weist ur- und frühgeschichtliche Funde auf, ist aber vor allem dank der Auffindung des Mannes aus dem Eis („Ötzi“) in den Fokus weitergehender archäologischer Untersuchungen geraten. Zur Thematik gibt es ein Aktiv- und Freilichtmuseum, den ArcheoParc Schnals im Ort Unser Frau.
Die Begründung dauerhafter Siedlungen ist Ergebnis der hochmittelalterlichen Binnenkolonisation, die sich im Schnalstal insbesondere der Initiative der Edelfreien von Wangen, der Vinschgauer Herren von Montalban (welfischen Ministerialen) und der im 14. Jahrhundert begründeten Kartause Allerengelberg verdankt.

## Sport und Tourismus
Das Schnalstal und die umliegenden Berge sind durch zahlreiche Steige für Bergwanderer erschlossen. An alpinen Stützpunkten sind insbesondere die Similaunhütte (3019 m) am Niederjoch, die Schöne-Aussicht-Hütte (2842 m) am Hochjoch und der Eishof (2076 m) im Pfossental zu nennen.
Am Talende im Wintersportort Kurzras befindet sich eine der größten Seilbahnanlagen Südtirols, die Schnalstaler Gletscherbahnen. Das Skigebiet Schnalstal hat über 35 km Pisten und reicht von 2011 m bis 3212 m Höhe und ist Mitglied der Ortler Skiarena. Es ist teilweise ein Gletscher-Skigebiet.
Die Schnalstaler Gletscherbahn wurde Anfang der 1970er Jahre auf Betreiben und persönlichen Einsatz des Skigebiet-Pioniers Leo Gurschler (1947–1983) erbaut. Im Juli 1975 eröffnete die höchste Seilbahn Südtirols (Bergstation auf 3212 m). Im Mai 1982 musste Gurschler mit seinem ebenfalls in den späten 1970er-Jahren aufgebauten Hotel- und Ferienwohnungsgewerbe Konkurs anmelden. Die genauen Umstände, die zur Insolvenz geführt haben, sind nie ganz aufgeklärt worden. Im Oktober 1983 nahm sich der 36-jährige das Leben. Gurschler zu Ehren wurde im September 2007 in seinem Heimatort Kurzras ein Denkmal an ihn errichtet.
Am 27. Mai 1995 endete die 14. Etappe des Giro d’Italia im Schnalstal mit dem Sieg des Kolumbianers Oliverio Rincón.

## Kultur

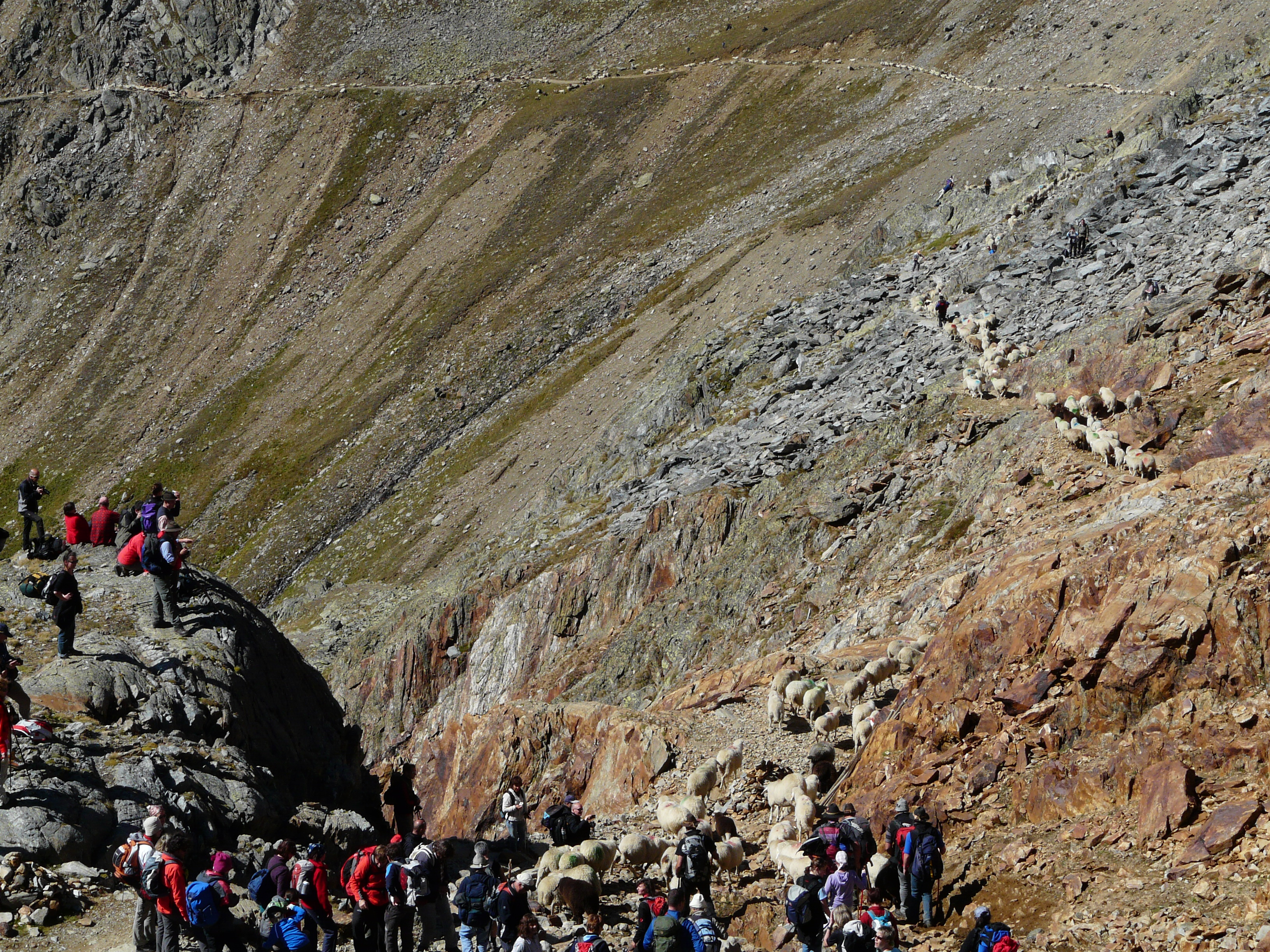
Der alljährliche Schaftrieb über den Alpenhauptkamm, hier die Rückkehr im September vom Hochjoch ins Schnalstal hinunter

Im oberen Abschnitt des Schnalstals werden Höchstgrenzen der bergbäuerlichen Siedlungen erreicht, die Finailhöfe (1953 m) zähl(t)en zu den höchsten Kornhöfen der Alpen. Von der einstigen Bedeutung der Transhumanz zeugt immer noch der jährlich stattfindende Schaftrieb über den Ötztaler Alpenhauptkamm. Dieser ermöglicht es den Schafbauern aus dem Schnalstal sowie dem Vinschgau, ihre Weiderechte im hinteren Ötztal oberhalb von Vent zu nutzen. Dabei werden im Juni über zwei Routen (Hochjoch und Niederjoch) Tausende von Schafen bis zu 44 km Strecke mit 3.200 m Höhenanstieg und 1.800 m Abstieg über den Ötztaler Hauptkamm zu den Sommerweidegebieten getrieben, ehe sie im September auf denselben Wegen zurückkehren. Die Passage ist nicht ungefährlich für Tiere und Hirten. Diese Tradition wurde 2011 von der österreichischen UNESCO-Kommission unter der Bezeichnung Transhumanz – Schaftriebe in den Ötztaler Alpen als nationales Immaterielles Kulturerbe anerkannt.
In den 1960er Jahren hielt der Feuilletonist Hellmut von Cube seine Eindrücke einer noch weitgehend archaischen Lebenswelt der Schnalstaler Bauern in satirischen Prosaskizzen fest.
Das finstere Tal, ein österreichisch-deutscher Spielfilm aus dem Jahr 2014, der auf dem Roman von Thomas Willmann basiert, wurde im Winter 2012/2013 in wesentlichen Sequenzen in Kurzras, auf den Höfen Marchegg und Kofel, gedreht.